# Вулиця Глінки (Мелітополь)
Вулиця Глінки — вулиця в Мелітополі. Починається від вулиці Чкалова, йде на північ, повертає під прямим кутом, далі йде на схід і виходить на вулицю Молодогвардійців.

## Назва
Вулиця названа на честь російського композитора Михайла Івановича Глінки (1804-1857), засновника російської класичної музики.

## Історія
Рішення про затвердження проєкта прорізки нової вулиці та її найменування було прийнято 12 січня 1962 року.